# Chthonius mauritanicus
Chthonius mauritanicus är en spindeldjursart som först beskrevs av Giuliano Callaini 1988.  Chthonius mauritanicus ingår i släktet Chthonius och familjen käkklokrypare. Inga underarter finns listade i Catalogue of Life.